# Adimai Penn
Adimai Penn – indyjski film z 1969, w języku tamilskim, w reżyserii K. Shankara.  Na jego podstawie zrealizowano filmy w hindi (Koi Ghulam Nahin, 1970) i telugu (Konda Veeti Simmam).

## Obsada
- Jayaram Jayalalitha
- M.G. Ramachandran - Vengaiyyan
- R. S. Manohar
- Cho Ramasawamy

Źródła:

## Piosenki filmowe
- Aayiram Nilave Vaa
- Amma Endral
- Kaalathai Venravan
- Thaai Illamal
- Unnai Paarthu
- Yemmattraathe

Twórcami ich tekstów byli Vaali i Pulamaipithan. Swoich głosów playbacku użyczyli Jayaram Jayalalitha, T.M. Soundararajan, S.P. Balasubramaniam i P. Susheela.

## Odbiór i popularność
Odniósł sukces kasowy - w przeciągu 100 dni od premiery zarobił, według niepełnych danych, przeszło 40 milionów INR. Został nagrodzony Tamil Nadu State Film Award (1969) oraz Filmfare Award (również w 1969). Wyświetlany był także na Sri Lance.
Cieszy się powodzeniem również współcześnie. Tylko w październiku i listopadzie 2007 wyświetlono go w 15 różnych miejscach, organizując przeszło 60 seansów. W 2011 wydano książkę oraz płytę DVD poświęconą sukcesowi filmu.